# Ottavio de Carli
Ottavio de Carli (Bologna, 1961) è un musicologo, scrittore e librettista italiano.

## Biografia
Dopo gli studi di pianoforte si è laureato in musicologia presso l'Università di Pavia nella sezione cremonese. 
Ha lavorato nel comitato editoriale Fondazione-Stichting Pietro Antonio Locatelli di Amsterdam per la classificazione e la catalogazione dell'opera del musicista Locatelli. 
È stato Direttore Artistico delle Settimane Musicali di Franciacorta. 
Oggigiorno è membro direttivo dell'Associazione Mozart Italia e della Società dei Concerti di Brescia.
È membro dell'organo direttivo del concorso studentesco del festival Pianistico Internazionale di Brescia e Bergamo. Si dedica attivamente all'insegnamento e alla divulgazione musicale.

## Opere
- Franco Margola (1908-1992) - Catalogo delle opere (Brescia, 1993)
- Franco Margola (1908-1992) - Il musicista e la sua opera (Brescia, 1995)
- Ehi-Ho! Il magico incanto di Walt Disney - Presentazione (1998)
- L'ars canonica di J. S. Bach - Una introduzione (Brescia, 2001)
- Il giardino del gigante - Musiche di Domenico Clapasson testo di Ottavio de Carli (2001)
- La chiamavan Cappuccetto Rosso - Musiche di Domenico Clapasson testo di Ottavio de Carli (Brescia, La Scuola, 2010)
- "Il Pellegrinaggio di Gierusalemme di Giovanni Paolo Pesenti" (Bergamo, Officina dell'Ateneo, 2013)

| Controllo di autorità | VIAF (EN) 28769140 · ISNI (EN) 0000 0001 1612 783X · SBN LO1V138581 · Europeana agent/base/19517 · LCCN (EN) n94113141 · J9U (EN, HE) 987007511354605171 |